# 洪澄源
洪澄源（1544年—1606年），字子定，號鏡潭，福建晉江人，祖籍江西樂平，明朝政治人物，進士出身。累官云南布政使。

## 生平
四川參政洪富之孫。萬曆元年（1573年）中癸酉科舉人八十八名。萬曆十四年（1586年）登会试二百五名，第二甲第五十九名進士。工部观政，十六年八月授户部主事，管崇文門税課，督通州倉，二十年出监江西兑，二十一年升本司郎中，本年升任桂林知府，三年秩满，二十七年（1599年）三月擢貴州按察副使，備兵毕节，参与平定播州土司楊應龍起事。三十年閏二月升右參政，分守思仁道，三十三年十二月以征播功，加升貴州按察使兼參議、照旧管事，調山西按察使，三十五年六月升雲南右布政使，三十六年轉左布政，而澄源已卒，年六十三，三年後，萬曆四十年五月贈京卿。

## 家族
曾祖洪贺，以子洪富貴封两浙都轉運使。祖父洪範。父洪儒，號静軒。母秦氏，生母蘇氏。兄心源、詞源（國子生）、誠源。弟濂源、政源、治源、教源、化源、武民、武相、敞源、數源、渊源、瀛源、渭源、崑源。